# علوم غذایی
علوم غذایی دانش اساسی و علمی کاربردی مواد غذایی است. دامنه آن با همپوشانی با علوم کشاورزی و تغذیه آغاز می‌شود و از طریق جنبه‌های علمی ایمنی و فرآوری موادغذایی، منجر به آگاهی از توسعه فناوری مواد غذایی می‌شود.
کانون متخصصان صنایع غذایی آمریکا، علوم غذایی را این‌گونه تعریف می‌کند: «رشته‌ای که در آن از علوم مهندسی، بیولوژیکی و فیزیکی برای مطالعه ماهیت غذاها، دلایل بدتر شدن و اصول اساسی فرآوری مواد غذایی و بهبود مواد غذایی برای مصرف عمومی استفاده می‌شود.» کتاب علم غذا، علوم غذایی را با اصطلاح ساده‌تر تعریف می‌کند: «کاربرد علوم پایه و مهندسی برای مطالعه ماهیت بدنی، شیمیایی و بیوشیمیایی غذاها و اصول فرآوری مواد غذایی.».
فعالیت‌های متخصصان مواد غذایی شامل توسعه محصولات جدید غذایی، طراحی فرایندها برای تولید این مواد غذایی، انتخاب مواد بسته‌بندی، مطالعات ماندگاری، ارزیابی حسی محصولات با استفاده از پانل‌های نظرسنجی یا مصرف‌کنندگان بالقوه و همچنین آزمایش‌های میکروبیولوژیکی و شیمیایی است. دانشمندان مواد غذایی ممکن است پدیده‌های اساسی تری را که مستقیماً با تولید محصولات غذایی و خواص آن در ارتباط هستند، مطالعه کنند.
علم غذا چندین رشته علمی را با هم جمع می‌کند. این شامل مفاهیمی از زمینه‌هایی مانند شیمی، فیزیک، فیزیولوژی، میکروبیولوژی، بیوشیمی است. به عنوان مثال، فناوری مواد غذایی، مفاهیم مهندسی شیمی را شامل می‌شود.

## زیرشاخه‌ها

### شیمی مواد غذایی
شیمی مواد غذایی مطالعه فرایندهای شیمیایی و برهم کنش همه اجزای بیولوژیکی و غیر بیولوژیکی مواد غذایی است. مواد بیولوژیکی شامل مواردی مانند گوشت، مرغ، کاهو، آبجو و شیر هستند. این ماده در ترکیبات اصلی آن مانند کربوهیدرات‌ها، چربی‌ها و پروتئین مانند بیوشیمی است اما شامل موادی مانند آب، ویتامین‌ها، مواد معدنی، آنزیم‌ها، مواد افزودنی غذایی، طعم دهنده‌ها و رنگ‌ها نیز می‌باشد. این رشته همچنین شامل تغییر محصولات تحت تکنیک‌های خاص پردازش مواد غذایی و راه‌های تقویت یا جلوگیری از وقوع آنها می‌شود.

### شیمی فیزیکی مواد غذایی
شیمی فیزیکی مواد غذایی، بررسی اثر متقابل فیزیکی و شیمیایی در مواد غذایی از نظر اصول فیزیکی و شیمیایی اعمال شده در سیستم‌های غذایی و همچنین استفاده از تکنیک‌های فیزیکی و ابزار دقیق برای مطالعه و تجزیه و تحلیل مواد غذایی است.

### مهندسی مواد غذایی
مهندسی غذا فرایندهای صنعتی است که برای تولید مواد غذایی مورد استفاده قرار می‌گیرد.

### میکروبیولوژی مواد غذایی
میکروبیولوژی مواد غذایی مطالعه میکروارگانیسم‌هایی است که در آن سکونت ، ایجاد یا آلوده کننده مواد غذایی است، از جمله مطالعه میکروارگانیسم‌هایی که باعث ریزش مواد غذایی می‌شوند. باکتریهای «خوب»، مانند پروبیوتیک‌ها، در علوم غذایی به‌طور فزاینده ای اهمیت می‌یابند. علاوه بر این، میکروارگانیسم‌ها برای تولید غذاهایی مانند پنیر، ماست، نان، آبجو و سایر غذاهای تخمیر شده ضروری هستند.

### کنترل کیفیت

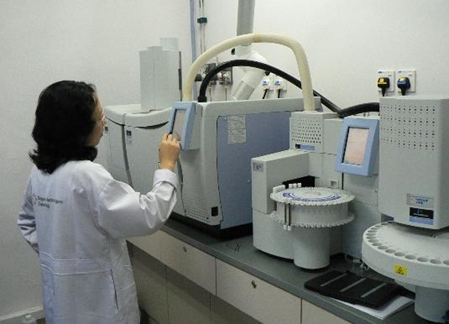
یک مهندس درحال کنترل کیفیت

کنترل کیفیت شامل دلایل، پیشگیری و ارتباط با بیماری ناشی از غذا است.
کنترل کیفیت همچنین تضمین می‌کند که محصول مشخصات خود را رعایت کند تا مشتری آنچه را که از بسته‌بندی انتظار دارد به خصوصیات فیزیکی خود محصول دریافت کند.

### آنالیز حسی
تجزیه و تحلیل حسی، مطالعه چگونگی درک مصرف‌کنندگان از مواد غذایی است. همچنین به علت فراگیر بودن تبلیغات رسانه‌ای، از نتایج آنالیز حسی برای تأثیرگذاری هرچه بیشتر بر مخاطب استفاده می‌شود.

## در ایران
با توجه به وجود کارخانه‌های تولید مواد غذایی در ایران، توجه به علوم غذایی در سطح بالایی انجام می‌گیرد و زیرشاخه‌های این رشته در دانشگاه‌های ایران نیز تدریس می‌شود.